# Poškození rostlin teplem

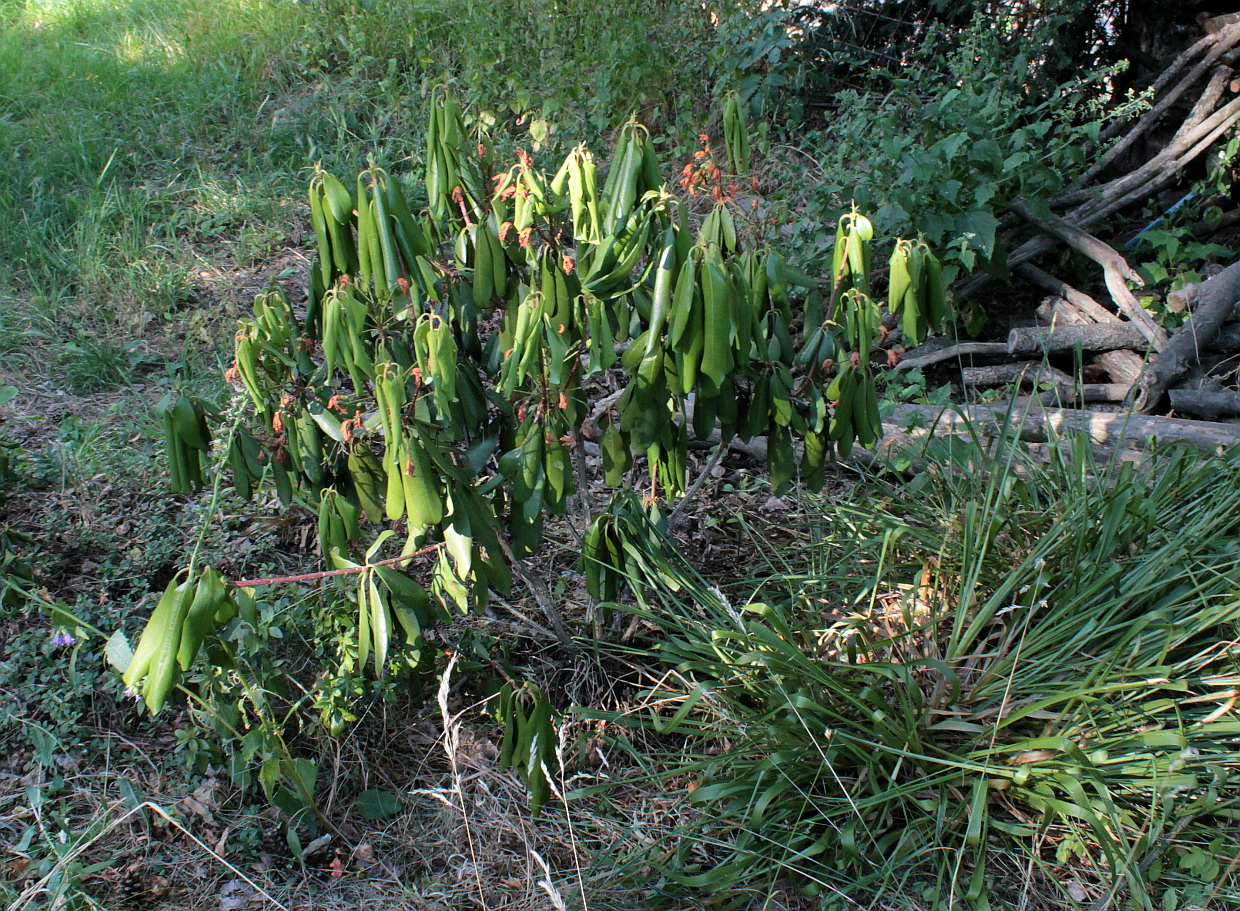
Pěnišník poškozený teplem, suchem. Suché léto bez zálivky.

Poškození rostlin teplem je fyziologické poškození rostlin způsobené nadbytkem tepla, nebo působením tepla na neotužilou rostlinu.
Poškozením rostlin nízkou teplotou, nedostatkem tepelné energie, je nazýváno poškození chladem. Vysokou teplotou mohou být poškozeny všechny druhy rostlin.
Stav kdy dojde k vystavení rostlin vysoké teplotě nad kritickou hranici a dochází poškozování tkání teplem je nazýváno přehřátí. Stav kdy dochází vlivem vysokých teplot k poškozování rostlin se nazývá tepelný stres.

## Popis okolností poškození
Vysoké teploty mohou způsobovat celou řadu různých příznaků poškození, jako jsou změny zbarvení poškozené části rostliny, změny tvaru orgánů rostliny, opad listů, změny fertility pylu a jeho životnosti, nebo změny pohlavnosti květů. Může docházet k nekrotickým poškozením listů a stonků, kmenů při náhlých změnách teploty. Nebezpečné je kolísání vysokých a nízkých teplot během zimy.

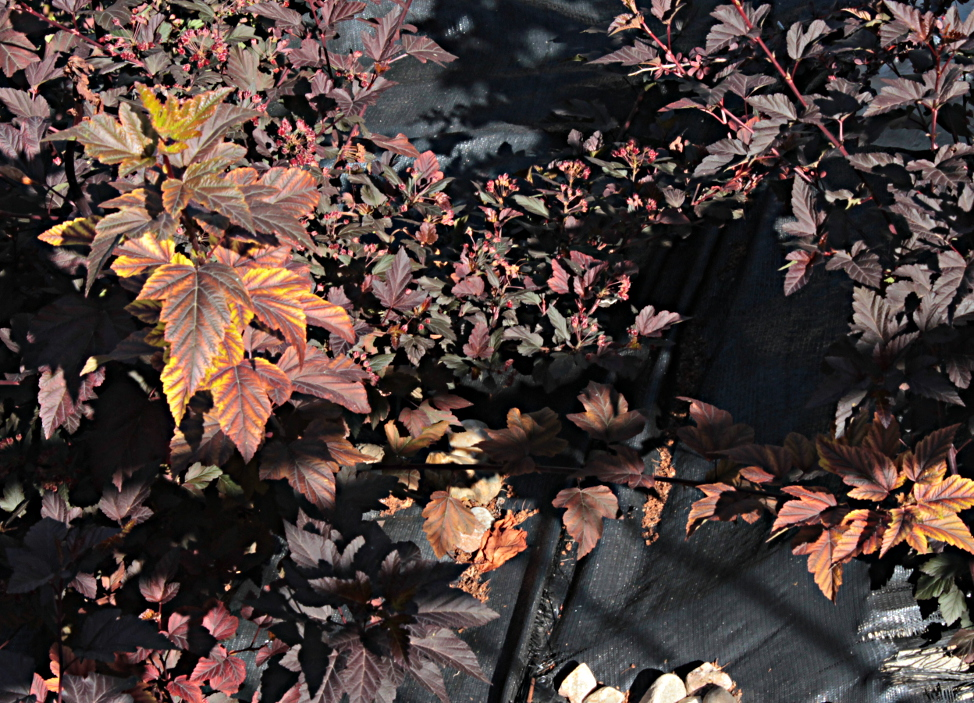
Physocarpus – poškození sluncem, teplem, suchem. Suché léto po výsadbě téměř bez zálivky.

Používaným ukazatelem je letální hranice teplotního stresu. Označení LT50 je označení teploty při které odumírá 50% rostlin nedostatkem nebo nadbytkem tepelné energie. Velmi důležitým faktorem pro míru poškození je doba trvání vysokých teplot a spolupůsobení s dalšími faktory, jako je například silný vítr, znečištění vzduchu polutanty a sluneční záření. Obvykle je těžké odlišit poškození teplem od poškození slunečním zářením. Velmi snadno dochází k poškození pěstovaných rostlin ve sklenících.
Vyšší než optimální teplota půdy může brzdit klíčení semen nebo poškozovat kořenový systém klíčních rostlin, dochází také k nekrózám kořenového krčku. Nejcitlivější k vyšším teplotám jsou nové tkáně a mladé rostliny. Odolnost rostliny vůči vyšší teplotě se mění během dne, dopoledne je nižší než odpoledne.

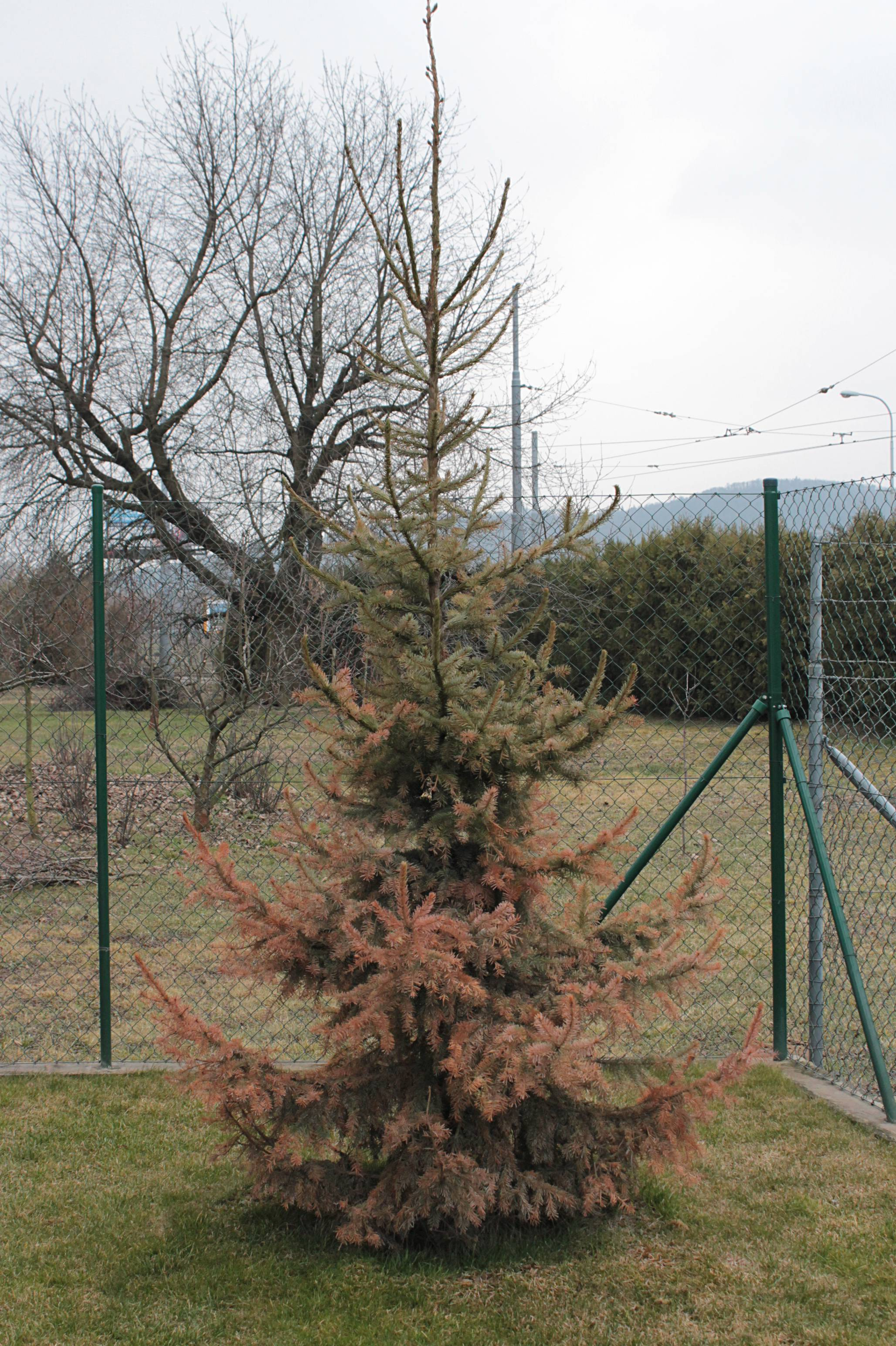
Střídání teplého slunečného dne a velmi chladných nocí způsobuje poškození fyziologickým suchem.

## Teplota rostlin
Nadzemní části rostlin, jež jsou přímo osluněny, jsou teplejší o 2- 8 °C než vzduch v okolí rostlin; kořeny jsou během vegetace přibližně stejně teplé jako půda. Optimální teplota je důležitá pro normální funkce organismu, změny rychle ovlivní především metabolismus.
U rostliny během doby výrazně vyšších než optimálních teplot dochází postupně k zastavení růstu. Při trvání těchto teplot dochází k poruchám metabolismu, které mohou vést k oslabení a úhynu. Vyšší teploty než teploty, které vyvolávají jen zastavení růstu, způsobují během krátké doby vážná poškození a úhyn. Je zřejmé, že optimální a letální teploty budou odlišné u psychrofytů a termofytů. U rostlin běžných v podmínkách ČR jsou teplotami, které vyvolávají vážná poškození a úhyn, teploty 40–50 °C.

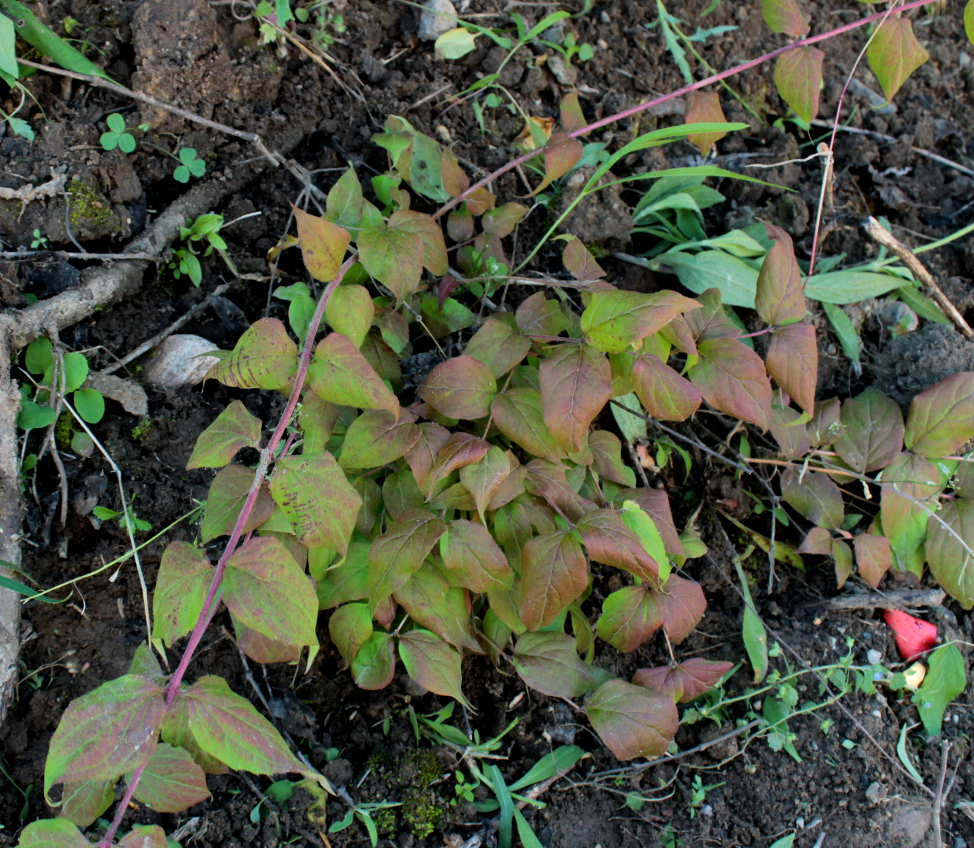
Kolkwitzia amabilis, poškození sluncem, teplem, suchem. Suché léto po výsadbě téměř bez zálivky.

## Symptomy
Symptomy se mohou projevit ihned po vystavení rostlin vyšším teplotám, nebo se projevují po určité době jako následek narušení fyziologických pochodů.
- změny zbarvení - červenání, chloróza
- deformace a místní nekrózy tkání, především tkání vystavených teplu
- retardace růstu
- pokles zásobních látek v tkáních a zásobních orgánech (podzemní orgány u cukrovky i plody u révy)
- sterilita nebo omezení životnosti pylu, změna pohlavnosti květů
- opad listů, květů, plodů
- odumírání částí nebo celé rostliny

## Mechanismus vzniku
Vysokými teplotami se zastavuje růst, jsou narušeny a mění se metabolické procesy, dochází k vzniku a hromadění toxických látek a zplodin metabolismu. Klesá a je vyčerpána zásoba energetických látek v tkáních. Mění se fyzikální vlastnosti kapalin v tkáních a jejich množství. Dochází k vadnutí a fyzicky poškození rozkladem vnitřních struktur buňky, usychání.

## Ochrana rostlin

### Prevence
Závlaha a stínění choulostivých rostlin. Zavlažování okolních ploch, mlžení.

### Opatření při výskytu
Závlaha, stínění, defoliace.